# Cantando por un sueño (canción)
«Cantando por un sueño» es una canción interpretada por la cantante mexicana Thalía. Fue lanzada como sencillo en México en el 2006. Después de su lanzamiento como sencillo promocional, se decidió incluir en la reedición de su álbum El sexto sentido, El sexto sentido: Re+Loaded que dio la partida para el relanzamiento del álbum de la cantante que vendió más de 1.500.000 copias. La letra y música fue escrita y producida por Estéfano, con arreglos y programación de Jimmy Rey. Fue el tema oficial del programa de telerrealidad mexicano titulado Cantando por un sueño.

## Videoclip
El video musical de "Cantando por un sueño" fue dirigido por Rubén Galindo/Jeb Brien y fue rodado en los estudios de televisión mexicana de Televisa. En el video, Thalía es una costurera que sueña con ser una estrella del pop. Ella va a una audición para el programa de televisión Cantando por un Sueño, canta en la audición y es elegido para participar en el programa. En la segunda mitad del vídeo, nos encontramos con Thalía en el escenario cantando un Cantando por un Sueño, al ser uno de los dos finalistas. Por último, gana el concurso.
- Ver videoclip

## Letra de la canción
| Voy a pedir querer Llegar hasta el cielo Ganar, vivir, en cada palabra Desbordar el alma Siguiendo fiel al deseo Buscando así lo que quiero Y decidir todo lo que quiero para mí Y cantar y seguir y soñar Con mi espíritu nuevo Y cantar y decir Todas esas cosas que hay dentro de mí Cantando por un sueño Voy viajando a todo el universo Mi voz es el trofeo Que hay dentro de mí | Cantando por un sueño Voy viajando a todo el universo Mi voz es el trofeo Que hay en mí Creer las cosas buenas Y que todo puede suceder aquí Que cada día es nuevo y Que siempre pongo lo mejor de mí Siguiendo fiel al deseo Buscando así lo que quiero Y decidir todo lo que quiero para mí Y cantar y seguir y soñar Con mi espíritu nuevo Y cantar y decir Todas esas cosas que hay dentro de mí | Cantando por un sueño Voy viajando a todo el universo Mi voz es el trofeo Que hay dentro de mí Cantando por un sueño Voy viajando a todo el universo Mi voz es el trofeo Que hay en mí |

## Listado de temas
- «Cantando Por Un Sueño» (Álbum Versión) 4:11

- Datos: Q858030